# Толсти Връх (община Дравоград)
Вижте пояснителната страница за други значения на Толсти Връх.
Толсти Връх (на словенски: Tolsti Vrh) е село в Словения, Корошки регион, община Дравоград. Според Националната статистическа служба на Република Словения през 2002 г. селото има 77 жители.